# 凱瑟琳·曼斯菲爾德
凱瑟琳·曼斯菲爾德（英語：Katherine Beauchamp Mansfield，1888年10月14日—1923年1月9日）出生於紐西蘭，短篇小說作家，被称为纽西兰文学的奠基人。她的第一本著作為1911年出版的《在德國公寓》（In a German Pension）。著名作品有《花园酒会》、《幸福》、《在海湾》、《一杯茶》等，被誉为新西兰最有影響力的作家。